# Ballmoos
Ballmoos  är en ort i kommunen Jegenstorf i kantonen Bern, Schweiz. 
Ballmoos var tidigare en självständig kommun, men den 1 januari 2010 blev den en del av kommunen Jegenstorf.